# Fannia benjamini
Fannia benjamini är en tvåvingeart som beskrevs av Malloch 1913. Fannia benjamini ingår i släktet Fannia och familjen takdansflugor. Inga underarter finns listade i Catalogue of Life.